# انتخابات سراسری آنتیگوآ و باربودا (۲۰۱۸)

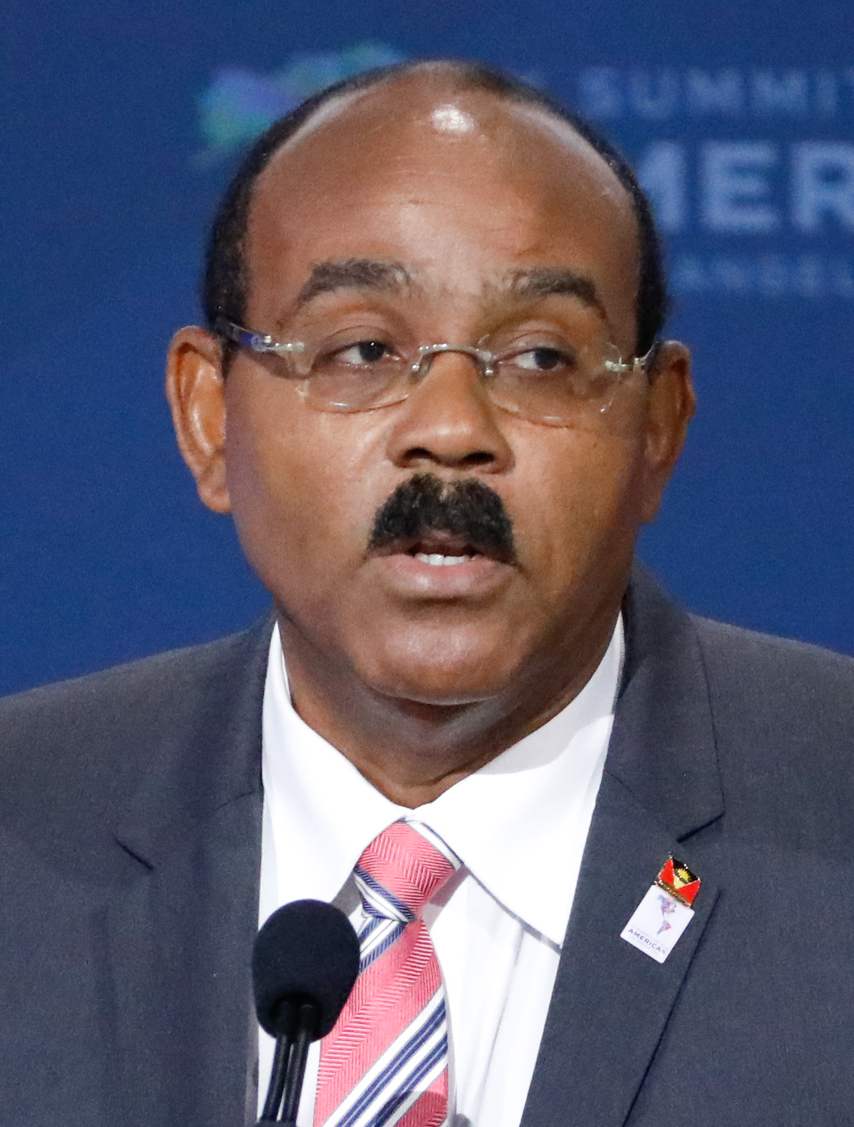
(لس آنجلس - ایالات متحده آمریکا، ۰۶/۱۰/۲۰۲۲) دومین جلسه عمومی نهمین اجلاس سران قاره آمریکا. عکس: آلن سانتوس/PR

انتخابات سراسری آنتیگوا و باربودا در ۲۱ مارس ۲۰۱۸ برگزار خواهد شد.

## روش
۱۷ عضو مجلس نمایندگان آنتیگوا و باربودا در چند حوزهٔ انتخابیه تک‌کرسی با روش نخست‌نفری برگزار می‌شود.